# فاليري لوبانوفسكي
فاليري فاسيليفتش فاليري (بالأوكرانية: Лобановський Валерій Васильович) (1939 2002)، من مواليد 6 يناير 1939، وتوفي في 13 مايو 2002 ،لاعب كرة قدم سابق، وأشهر مدرب في أوكرانيا، كانت بدايته كلاعب كرة قدم، وكان في البداية يشغل مركز الجناح الأيسر مع نادي دينامو كييف، وفاز مع النادي بلقي الدوري السوفيتي وكأس الاتحاد السوفيتي، وقضى مع النادي سبع سنوات، قبل أن ينضم إلى نادي كورنوموريتس أوديسا، وبعدها انضم إلى نادي شاختار دونتسك، واعتزل فاليري كرة القدم وهو في عمر 29، وسجل 71 هدف في 253 مباراة لعبها، وقد لعب مع منتخب الاتحاد السوفيتي لكرة القدم مباراتين فقط.
و بعد أن اعتزل كرة القدم، عاد لوبانفسكي إلى الكرة، ولكن هذه المرة كمدرب لنادي دنيبرو دنيبروبتروفسك، وبعد أن دربه لمده أربع سنوات، لم يحقق فيها أي إنجاز، انتقل فاليري إلى ناديه السابق دينامو كييف، الذي دربه لمده تصل إلى 17 سنه، علما وبأنه خلال فترة تدريبه لنادي دينامو كييف، كان قد درب منتخب الاتحاد السوفيتي لكرة القدم، وقد قاد فاليري الفريق إلى الفوز ثمانية مرات في دوري الاتحاد السوفيتي وسته مرات إلى الفوز بالكأس، وفاز في كأس الكؤوس الأوروبية في عامي 1975 و1986.
و قد درب لوبانوفكسي منتخب الاتحاد السوفيتي لكرة القدم في ثلاثة فترات، الأولى كانت في أولمبياد 1976، والتي حصل فيها المنتخب السوفيتي على الميدالية البرونزية، ودرب المنتخب مرة أخرى في كأس العالم 1986، وقد أصر على أشراك جميع لاعبي نادي دينامو كييف في تلك البطولة، وحصل المركز الأول في مجموعته، وألتقى مع منتخب بلجيكا لكرة القدم، ولكنه المنتخب السوفيتي خسر بأربعة أهداف مقابل ثلاثة بعد التمديد، وفي كأس أوروبا 1988 حصل المنتخب السوفيتي على المركز الأول في مجموعته أيضا، وألتقى مع منتخب هولندا لكرة القدم في المباراة النهائية، ولكنه خسر في تلك المباراة، وفي كأس العالم 1990 حصل المنتخب السوفيتي على المركز الأخير في مجموعته. وبعد كأس العالم 1990، قرر لوبانوفكسي بأن يترك نادي دينامو كييف، وانتقل إلى تدريب منتخب الإمارات لكرة القدم، ولكنه أٌقيل بعد أن أمضى أربع سنوات مع المنتخب، ودرب بعدها منتخب الكويت لكرة القدم، ولكنه أٌقيل بعد سنتين فقط.
و في عام 1997 عاد فاليري إلى تدريب دينامو كييف للمرة الثالثة، وقد استعاد النادي شيئا من بريقه المفقود في تلك الفترة، فقد كان يضم وقتها أندريه شيفشينكو النجم الأوكراني، وقد وصل الفريق إلى الدور النصف نهائي في دوري أبطال أوروبا عام 1999. وقد درب منتخب أوكرانيا لكرة القدم من عام 2000 إلى عام 2002، ولكنه اقيل بعد خسارته في المباراة الفاصلة أمام منتخب ألمانيا لكرة القدم. وقد مات وهو في عملية في المخ في تاريخ 13 مايو 2002، وبعد أن توفي أعطي وسام بطل أوكرانيا، وهو أعلى وسام في أوكرانيا. وبعد أن مات، فاز نادي إيه سي ميلان بلقب دوري أبطال أوروبا، بفضل الموهبة التي اكتشفها لوبانوفكسي أندريه شيفشينكو، فأهدى أندريه شيفشينكو هذا الفوز إلى معلمه الأول.

## الحياة المبكرة
وُلد فاليري لوبانوفسكي في 6 يناير 1939 في كييف. كان والده عاملاً في مصنع، بينما كانت والدته ربة منزل. درس في المدرسة رقم 319 في كييف (المعروفة الآن باسم شارع فاليري لوبانوفسكي، 146)، حيث نُصب لوح تذكاري لتخليد ذكراه، وسُميت المدرسة لاحقًا تكريمًا له. في عام 1956، التحق بمعهد كييف للفنون التطبيقية، ثم انتقل إلى معهد أوديسا للفنون التطبيقية، حيث تخرج منه.

## مسيرته كلاعب
تخرج فاليري من مدرسة كييف لكرة القدم رقم 1 ومدرسة الشباب لكرة القدم في كييف (تحت إشراف المدرب الأول نيكولا تشايكا).

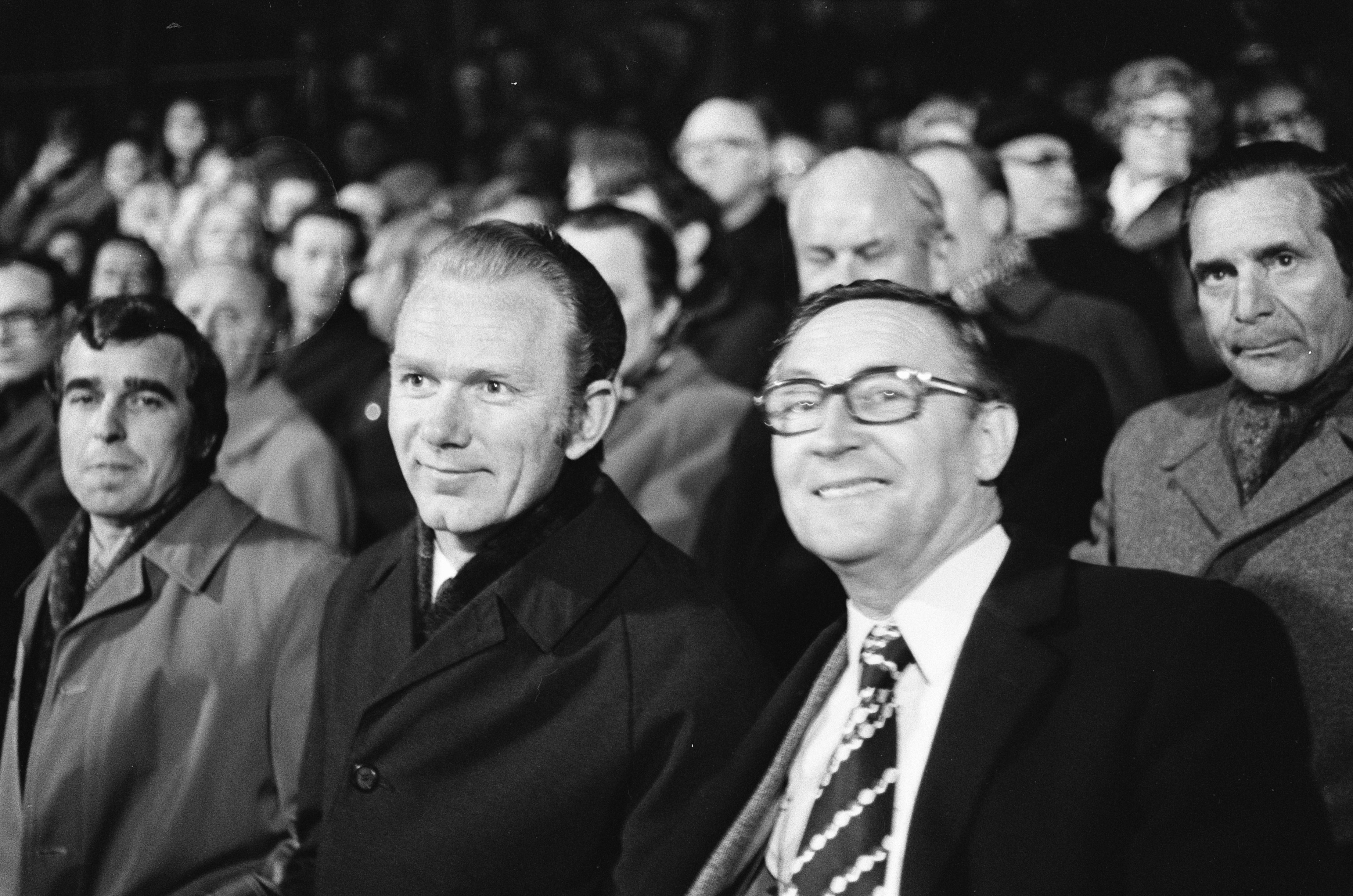
فاليري (يسار) في أيندهوفن عام 1975 مع مدير نادي بي إس في بن فان جيلدي

وعندما اقترب حارس المرمى كثيراً من العارضة، أرسل فاليري الكرة إلى العارضة البعيدة، حيث سجل أوليه بازيليفيتش الهدف.

وعندما كان حارس المرمى بعيدا جدا عن العارضة، سجل فاليري هدفا من الركنية مباشرة.

في سن 18، انضم فاليري إلى الفريق الاحتياطي لنادي دينامو كييف، النادي الأبرز في أوكرانيا آنذاك. لعب أول مباراة له في الدوري السوفيتي الممتاز في 29 مايو 1959 ضد نادي موسكو. اشتهر فاليري بقدرته على تنفيذ الركلات الثابتة والزوايا بدقة عالية، حيث كان قادرًا على التسجيل مباشرة من الركنية بفضل فهمه لتأثير ماغنوس وحساباته الرياضية. قارنه الصحفيون السوفييت بالبرازيلي ديدي، الذي كان معروفًا بتسديداته المنحنية في كأس العالم 1958. أشاد زملاؤه بعقليته غير التقليدية وقدرته على المراوغة، وهو أمر غير معتاد للاعبين بطوله (187 سم).
منذ عام 1960، أصبح فاليري عضوًا أساسيًا في التشكيلة الرئيسية للفريق، حيث لعب كجناح أيسر وشكل ثنائيًا مع فالنتين ترويانوفسكي. في ذلك العام، أصبح هداف الفريق برصيد 13 هدفًا. وفي عام 1961، حقق دينامو كييف لقب الدوري السوفيتي، ليكون أول فريق خارج موسكو يفوز بالبطولة، وسجل فاليري 10 أهداف. على الرغم من استدعائه لمنتخب الاتحاد السوفيتي، إلا أن المنافسة الشرسة من لاعبي الجناح مثل ميخائيل ميشخي وأناتولي إيليين وغاليمزيان خوساينوف حدت من مشاركته، حيث لعب مباراتين دوليتين فقط أمام النمسا وبولندا.
قضى سبع سنوات مع دينامو كييف قبل مغادرته عام 1964 بسبب خلاف مع المدرب فيكتور ماسلوف. أنهى مسيرته كلاعب بعد فترات قصيرة مع تشورنوموريتس أوديسا وشاختار دونيتسك، حيث سجل 71 هدفًا في 253 مباراة في الدوري السوفيتي الممتاز.

## مسيرته التدريبية

### دنيبرو دنيبروبتروفسك (1968–1973)
بعد عام من اعتزاله، عُين فاليري مدربًا لنادي دنيبرو دنيبروبتروفسك في 16 أكتوبر 1968. قاد الفريق للصعود إلى الدوري السوفيتي الممتاز عام 1971، وحقق المركز السادس في موسمه الأول بين فرق النخبة.
دينامو كييف (1973–1982) والمنتخب السوفيتي (1975–1976، 1982–1983)
انتقل فاليري إلى ناديه السابق دينامو كييف في أكتوبر 1973، بعد أن أعجب مسؤولو النادي بإنجازاته مع دنيبرو. وفي يناير 1974، انضم إليه زميله السابق أوليه بازيليفيتش ليشكلا ثنائيًا تدريبيًا استمر حتى أكتوبر 1976. كان بازيليفيتش مسؤولًا عن الجانب النظري، بينما تولى فاليري عملية التدريب. تعرض الثنائي لانتقادات من الصحافة السوفيتية بسبب أسلوبهما العقلاني وعدم التركيز على الهجوم، خاصة في المباريات خارج الأرض، حيث كان الفريق يلعب بشكل دفاعي لتحقيق التعادل. ومع ذلك، حقق الفريق في موسمه الأول تحت قيادتهما لقب الدوري السوفيتي الممتاز وكأس الاتحاد السوفيتي.
أدرك فاليري وبازيليفيتش أهمية الحسابات الدقيقة للأحمال التدريبية على اللاعبين. بالتعاون مع أناتولي زيلينتسوف، عالم من معهد كييف للتربية البدنية، أدخل فاليري نظامًا علميًا لحساب الأحمال التدريبية ونمذجة الجهد البدني للاعبين. أصبح زيلينتسوف لاحقًا رئيسًا للمختبر العلمي لدينامو كييف، المعروف باسم "مركز زيلينتسوف". يُنسب إلى فاليري تطوير أسلوب لعب يمكن فيه لأي لاعب في الملعب أن يحل محل أي زميل آخر، على غرار ما فعله رينوس ميتشيلز في هولندا، لكن مع تركيز أكبر على الضغط الجماعي والتحليل العلمي.[
في عام 1975، حقق دينامو كييف إنجازًا تاريخيًا بالفوزبكأس الكؤوس الأوروبية، ليكون أول نادٍ سوفيتي يفوز ببطولة أوروبية. تغلب الفريق في الأدوار الأولى على سسكا صوفيا وآينتراخت فرانكفورت وبورصاسبور، وفاز بجميع مبارياته ذهابًا وإيابًا. في نصف النهائي، واجه دينامو بطل الدوري الهولندي بي إس في آيندهوفن، الذي كان مدعومًا من شركة فيليبس. انتهت المباراة الأولى في كييف بفوز دينامو 3–0، وبعد خسارة 1–2 في المباراة الثانية، تأهل الفريق إلى النهائي، حيث هزم فيرينتسفاروشي المجري 3–0 في 14 مايو 1975. حقق الفريق نسبة فوز بلغت 88.88% (8 انتصارات من 9 مباريات)، وهي أعلى نسبة فوز لنادٍ في بطولة أوروبية حتى موسم 2019–2020 عندما حقق بايرن ميونخ الفوز بجميع مبارياته في دوري أبطال أوروبا.
في خريف ذلك العام، واجه دينامو كييف بطل دوري الأبطال بايرن ميونخ فيكأس السوبر الأوروبي. كان بايرن ميونخ آنذاك أقوى نادٍ في أوروبا، حيث ضم العديد من لاعبي المنتخب الألماني الفائز بكأس العالم 1974. ومع ذلك، فاز دينامو كييف بالمباراتين (1–0 في ميونخ و2–0 في كييف أمام 100 ألف متفرج).سجل جميع الأهداف أوليغ بلوخين، الذي حصل لاحقًا علىالكرة الذهبية ذلك العام. كما حصل الثنائي فاليري وبازيليفيتش على جائزةأفضل مدربين في العالم من مجلة "وورلد سبورت".

### قيادة المنتخب السوفيتي (1975–1976، 1982–1983)
عُين فاليري وبازيليفيتش مدربين للمنتخب السوفيتي في عام 1975، بعد خسارة الفريق أمام أيرلندا 3–0 في التصفيات المؤهلة لبطولة أمم أوروبا. أصبح دينامو كييف النادي الأساسي للمنتخب، لكن اتحاد الكرة السوفيتي رفض طلب فاليري بتغيير نظام الدوري إلى نظام الخريف-الربيع، وقسم موسم 1976 إلى جزأين.
قبل بداية الموسم، اضطر الثنائي التدريبي لقبول تعيين مارك جوديك (مدرب لياقة من موسكو) لتحضير الفريق لكأس أوروبا وتصفيات أمم أوروبا والأولمبياد. أجبروا على نقل المعسكر التدريبي إلى الجبال، حيث واجه اللاعبون صعوبات بسبب نقص الأكسجين وارتفاع الضغط الجوي، مما أدى إلى اختلال التوازن في التدريبات. وصلت دقات قلب بعض اللاعبين إلى أكثر من 200 نبضة في الدقيقة. 
خسر دينامو كييف في ربع نهائي كأس أوروبا أمام سانت إتيان الفرنسي، بينما فشل المنتخب السوفيتي في التأهل لبطولة أمم أوروبا بعد الخسارة أمام تشيكوسلوفاكيا في الملحق. ومع ذلك، حصل الفريق علىالميدالية البرونزية في أولمبياد 1976، ليغادر الثنائي التدريبي المنتخب بعد ذلك.
في صيف 1976، غادر بازيليفيتش الفريق بسبب خلافات داخلية. في عام 1977، استعاد دينامو كييف لقب الدوري بخسارة واحدة فقط في 30 مباراة، ووصل إلى نصف نهائي كأس أوروبا، حيث هزم بايرن ميونخ (بطل أوروبا لثلاث مرات متتالية) في إحدى المفاجآت الكبرى، لكنه خسر أمام بوروسيا مونشنغلادباخ في نصف النهائي.

### العودة إلى دينامو كييف (1984–1986)
بعد فصل قصير عن دينامو كييف، عاد فاليري في عام 1984 ليجد الفريق في أزمة، حيث احتل المركز العاشر في الدوري. لكن في موسم 1985، قاد الفريق لتحقيقثنائية الدوري والكأس، متغلبًا على منافسه التاريخي سبارتاك موسكو مرتين.
في عام 1986، قاد دينامو كييف للفوزبكأس الكؤوس الأوروبية للمرة الثانية. بعد خسارة أولى أمام أوتريخت، سجل الفريق سلسلة انتصارات غير مسبوقة (6 انتصارات وتعادلين) بتفوق أهداف 25–6. في النهائي، هزم دينامو أتلتيكو مدريد 3–0، حيث سجل بلوخين هدفًا رائعًا بعد هجمة مرتدة سريعة. أشادت الصحافة الأوروبية بأداء الفريق، ووصفته بـ"كرة القدم من القرن الحادي والعشرين" و"الفريق من كوكب آخر".

### قيادة المنتخب السوفيتي مرة أخرى (1986–1990)
بعد النجاح مع دينامو كييف، عُين فاليري مدربًا للمنتخب السوفيتي قبلكأس العالم 1986. تألق الفريق في الدور الأول بفوز ساحق على المجر 6–0 وتعادل مع فرنسا 1–1، لكنه خرج من دور الـ16 أمام بلجيكا بعد أخطاء تحكيمية مثيرة للجدل.
فيبطولة أمم أوروبا 1988، قاد فاليري المنتخب السوفيتي إلىالوصافة بعد خسارة النهائي أمام هولندا 0–2. سجل ماركو فان باستن أحد أشهر الأهداف في تاريخ البطولة. كان الفريق يعتمد بشكل كبير على لاعبي دينامو كييف، حيث شارك 7 منهم أساسيين في كل مباراة.

### المغادرة إلى الشرق الأوسط (1990–1996)
في سبتمبر 1990، غادر فاليري الاتحاد السوفيتي لتدريبمنتخب الإمارات العربية المتحدة، حيث حقق المركز الرابع في كأس آسيا 1992. ثم دربمنتخب الكويت (1994–1996) وفازبكأس الخليج العربي 1996.

### العودة الأخيرة إلى دينامو كييف (1997–2002)
عاد فاليري إلى دينامو كييف في يناير 1997، وقاد الفريق لتحقيق سلسلة انتصارات أوروبية مذهلة. في موسم 1997–1998، فاز دينامو علىبرشلونة 3–0 في كييف و4–0 في كامب نو، حيث سجل أندري شيفتشينكو هاتريك. في موسم 1998–1999، وصل الفريق إلىنصف نهائي دوري أبطال أوروبا بعد التغلب علىريال مدريد، لكنه خسر أمام بايرن ميونخ بعد مباراة مثيرة.
توفي فاليري في 13 مايو 2002 بعد إصابته بسكتة دماغية خلال مباراة. حضر جنازته آلاف المشيعين، بما فيهم رئيس أوكرانيا ليونيد كوتشما والعديد من نجوم الكرة الذين دربهم.

## الإرث والتأثير
يُعتبر فاليري أحد أعظم المدربين في التاريخ، حيث طور أسلوب "الكرة الشاملة" معتمدًا علىالتحليل العلمي والضغط الجماعي. ترك إرثًا كبيرًا في كرة القدم الأوكرانية والعالمية، حيث درب جيلًا من النجوم مثل أوليغ بلوخين وأندري شيفتشينكو.

## الوفاة
توفي فاليري في 13 مايو 2002 بعد إصابته بسكتة دماغية خلال مباراة بين دينامو كييف وميتالورغ زابوريزهيا. نُظمت جنازته بحضور رئيس أوكرانيا ليونيد كوتشما وآلاف المشيعين، ودُفن في مقبرة بايكوف.

## إرثه وأسلوبه التدريب
يُعتبر فاليري، إلى جانب رينوس ميتشيلز، أحد مبتكري أسلوب اللعب المعروف باسم"الكرة الشاملة" في سبعينيات القرن العشرين. كان فاليري يشير إلى هذا الأسلوب بـ"الوريد الذهبي" الذي سيستمر الاستفادة منه لسنوات عديدة. وفقًا له، فإن "العملية الثورية" في كرة القدم انتهت عام 1974 باكتشاف الكرة الشاملة، وفي كرة القدم الحديثة، يجب على جميع اللاعبين أن يكونوا قادرين على اللعب في الهجوم والدفع بنفس الكفاءة. قال فاليري:
"نحن الآن نتحدث عن ما يسمى بـ'التعميم الذكي'. ماذا أعني بذلك؟ حسنًا، على سبيل المثال، لا نريد أن يلعب أندري شيفتشينكو، المهاجم، في مركز المدافع الأيمن. ولكن إذا وجد نفسه في هذه المنطقة، فيجب أن يكون قادرًا على الأداء هناك. وفي المستقبل، ستنتقل كرة القدم تدريجيًا من 'التعميم الذكي' إلى التعميم الكامل".

## رؤيته لكرة القدم كنظام
كان فاليري ينظر إلى المباراة كنظام مكون من22 عنصرًا (اللاعبون)، مقسمة إلى نظامين فرعيين (الفريقان). إذا كان النظامان متساويين، تنتهي المباراة بالتعادل. لكن النقطة الأكثر إثارة للاهتمام بالنسبة له كانت أنكفاءة النظام الكلي تفوق مجموع كفاءات الأجزاء الفردية.
أصر فاليري على أنالتدريب يجب أن يكون مبنيًا على النمذجة الرياضية، حيث يتم تحليل وتكرار مواقف المباريات المستقبلية. بالنسبة له، لم يعد "التنسيق الجماعي" مفهومًا تقليديًا – كل لاعب يجب أن يعرف ما يجب فعله في كل لحظة، ولكن الهيكل التكتيكي العام يجب ألا يتأثر بمن ينفذ المهمة.

## النهج العلمي واللياقة البدنية
يُعتبر فاليري رائدًا في إدخالالمنهج العلمي في كرة القدم، مع تركيز قوي على اللياقة البدنية والنظام الغذائي. تعاون مع العالمأناتولي زيلينتسوف لوضع نظام دقيق لقياس الأحمال التدريبية ونمذجة الجهد البدني للاعبين. كان زيلينتسوف يؤمن بأن الفريق لن يخسر إذا ظلت نسبة الأخطاء في اللحظات الحاسمة أقل من18%.
اشتهرت فرق فاليري بلياقتها البدنية الفائقة وقدرتها على تنفيذ التكتيكات بدقة شبه آلية. وصف العديد من المراقبين أسلوب لعب فرقه بأنه"كرة القدم من المستقبل". 

## القيادة النفسية
وصفه الكثيرون ممن عملوا معه بأنهعالم نفسي ممتاز. قال فاليري في إحدى المقابلات:
"يجب على المدرب أن يتذكر دائمًا أنه يعمل مع بشر، وهم الذين يصنعون المدرب. البشر ليسوا روبوتات – لديهم أرواح يمكن أن تكون هشة أو عنيدة. من المهم جدًا فهم شخصية كل لاعب. يمكنك أن تكون صارمًا مع لاعب وتساهل مع آخر، ولكن يجب أن تعرف أي أزمة تضغطها لتحقيق أقصى استفادة من كل لاعب".

-ستيفان ريشكو (لاعب دينامو كييف في السبعينيات):
"كان فاليري عالم نفس من الطراز الأول. كان لديه قدرة خارقة على استخراج أفضل ما لدى اللاعبين".
-أناتولي ديميانينكو (لاعب في الثمانينيات):
"كان يعرف كيف يتعامل مع كل لاعب. كان يعرف متى يرفع صوته ومتى يصمت".
-أندري شيفتشينكو:
"كان فاليري بمثابة الأب لي. نادرًا ما كان يرفع صوته، لكن الجميع كان يحترمه ويقدره". 

## التطوير المستمر والإرث
من أشهر مقولاته:
"المدرب يجب أن يتعلم طوال حياته. إذا توقف عن التعلم، فهو لم يعد مدربًا".
كانت قدرته علىمواكبة التطورات الحديثة أحد أسباب نجاحه في بناءثلاثة فرق عظيمة في ثلاثة عقود مختلفة (السبعينيات، الثمانينيات، والتسعينيات). حتى أن مدربين مثلأرماندو كولاكو (الهند) اعترفوا بتأثره الشديد بأسلوب فاليري.
باختصار، كان فاليري عالمًا ومدربًا وفيلسوفًا لكرة القدم، ترك إرثًا لا يزال يؤثر في الأجيال اللاحقة.

## التكتيكات

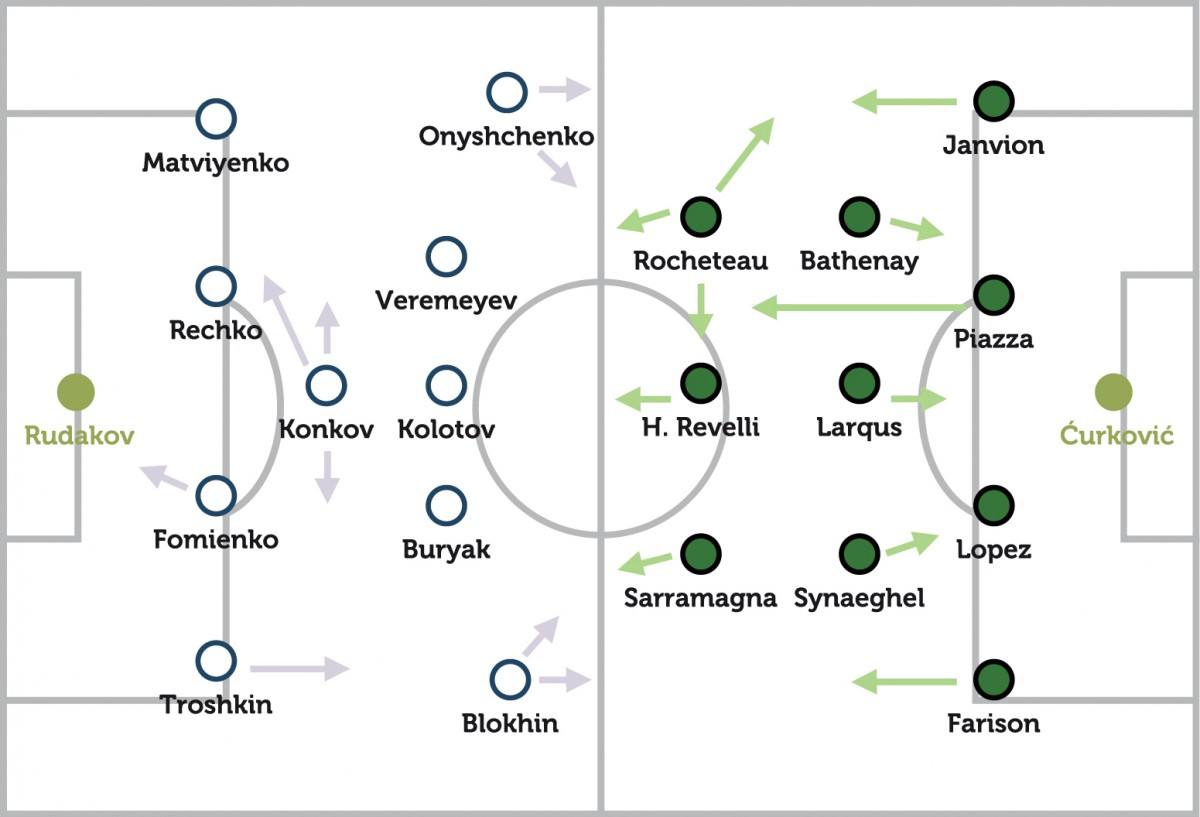
في مباريات كأس أوروبا 1975-1976 ضد سانت إتيان ، لم يتضمن تشكيل دينامو أي مهاجم مركزي مناسب، حيث لعب المهاجمان بلوخين وأونيشينكو باستمرار على الأجنحة، مع استغلال لاعبي الوسط ليونيد بورياك وفيكتور كولوتوف وفولوديمير فيريمييف للمساحة المركزية كمهاجمين عميقين، متوقعين موقع التسعة الوهميين.

كان فاليري يركز على العمل الجماعي أو "النظام". حيث قال: "النظام لا يضمن النجاح، لكنه يعطي فرصة أكبر للنجاح من الارتجال أثناء المباراة." كان كل شيء مخططاً بدقة، مع تقسيم تحضير الفريق إلى ثلاثة مستويات:
1. تدريب فردي تقني للاعبين لتمكينهم من تنفيذ المهام الموكلة إليهم
2. تكتيكات محددة لكل لاعب حسب خصائص الخصم
3. استراتيجية شاملة لكل المنافسة مع وضع كل مباراة في سياقها[45]

كما كتب فاليري وزيلينتسوف في كتابهما "الأساس المنهجي لتطوير نماذج التدريب": "نسعى لأساليب جديدة لا تسمح للخصم بالتأقلم مع أسلوب لعبنا. إذا تكيف الخصم، نطور استراتيجية جديدة. يجب التقدم بهجوم متعدد الخيارات لإجبار الخصم على الخطأ."

### التشكيل المفضل
كان التشكيل الأساسي 4-1-3-2، مع الاعتماد على ثنائي هجومي متعدد المهارات مثل:
- بلوخين وأونيشينكو (1975)
- بلوخين/بروتاسوف وبيلانوف (1986)
- شيفتشينكو وريبروف (1999)

كان المهاجمون متعددو المهارات، قادرون على:
- اللعب على الأجنحة
- تنظيم الهجمات
- المساعدة في الدفاع[48]
- دعم الظهير
- الضغط الجماعي

كان الضغط عنصراً أساسياً، بهدف:
1. خلق تفوق عددي عند الكرة
2. حرمان الخصم من المساحة والوقت
3. بدء الهجمات المرتدة السريعة

### الركلات الثابتة
اهتمام خاص بالركلات الثابتة:
- في الدفاع: الأخطاء التكتيكية خارج المنطقة
- في الهجوم: الركلات القصيرة الذكية[51]
- في الرميات الجانبية: استخدام أطول لاعب (هوسين) للتسديدات الرأسية

### المرونة التكتيكية
أمثلة على التكيف:
1. تحويل جيراسيمنكو من مهاجم إلى:
- وسط أيمن
- ظهير أيمن
- ليبرو

2. استخدام كالادزه في عدة مراكز:
- ظهير أيسر
- وسط دفاعي
- قلب دفاع

3. تغيير التشكيل من 4-5-1 إلى 3-2-3-2 أثناء مباراة لنس (1998)

### الدفاع المختلط
نظام دفاعي يجمع بين:
- الدفاع المنطقة
- المراقبة الفردية لأفضل لاعب في الفريق الخصم

### الأداء رغم التحديات
حافظت فرقه على المستوى رغم:
- انتقال اللاعبين الأساسيين
- الإصابات (مثل إصابة كوسوفسكي 2000)
- التبديلات الإجبارية

في موسم 1999-2000، حقق الفريق 10 نقاط في 4 مباريات بالدوري مع تشكيلة مليئة بالبدائل والإصابات.

## الحياة الشخصية

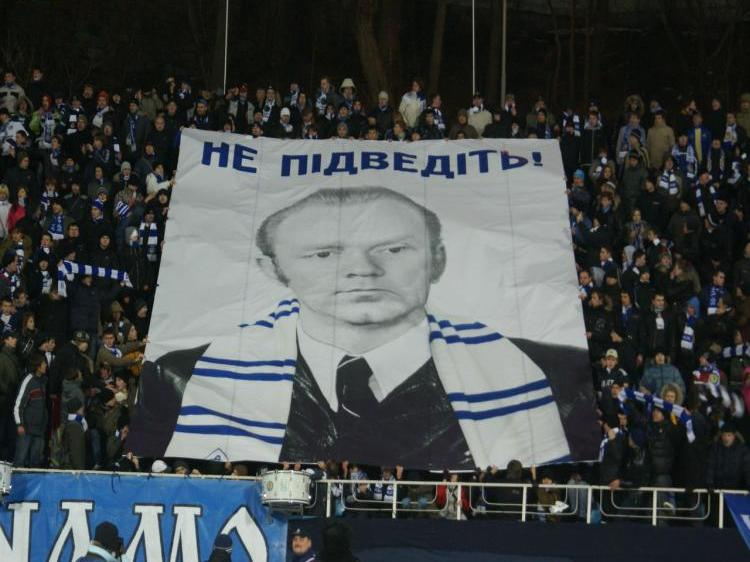
صورة فاليري لوبانوفسكي على لافتة جماهير دينامو كييف ، 2 مارس 2008

وُلد فاليري في كييف لوالديه فاسيل ميخايلوفيتش لوبكو-فاليري وألكسندرا ماكسيميفنا بويشينكو. كشفت ابنته سفيتلانا لوبانوفسكا لصحيفة أوكرانية أن والدها فاسيل كان يحمل لقبًا مزدوجًا (لوبكو-فاليري)، لكن الألقاب المزدوجة لم تكن مرحبًا بها في الحقبة السوفيتية، لذا قرر هو وشقيقه يفغيني استخدام لقب "فاليري" فقط.
تزوج فاليري من آدا لوبانوفسك، وأنجبا ابنة وحيدة تدعى سفيتلانا. تعمل سفيتلانا كأستاذة في فقه اللغة الروسية وتمتلك مطعمًا في كييف يحمل اسم "يو ميتريا" (بالأوكرانية: У метра).

توقيع فاليري

## الجوائز والتكريمات
كلاعب:
- الدوري السوفيتي الممتاز (1961)
- كأس الاتحاد السوفيتي (1964)

كمدرب:
- دينامو كييف:
  - الدوري السوفيتي الممتاز (8 مرات)

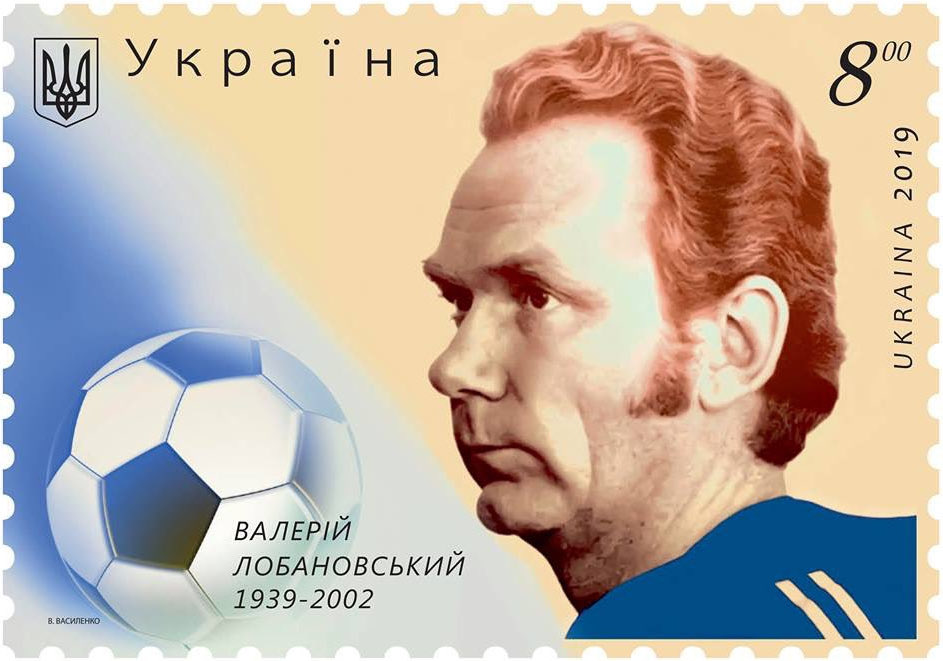
فاليري على طابع بريدي لأوكرانيا عام 2019

  - كأس الكؤوس الأوروبية (1975، 1986)
  - كأس السوبر الأوروبي (1975)
- المنتخب السوفيتي:
  - الوصافة في أمم أوروبا (1988)
  - الميدالية البرونزية في أولمبياد 1976

- تكريمات فردية:
  - بطل أوكرانيا (وسام الدولة، 2002)
  - وسام الاستحقاق الأوكراني
  - جائزة أفضل مدرب في أوروبا (1986، 1988، 1999)
  - وسام الاستحقاق من الفيفا (2002)

سُمي ملعب دينامو كييف باسمه، وأقيمت بطولة تكريمية سنوية باسمه (كأس فاليري التذكارية).

## روابط خارجية
- فاليري لوبانوفسكي على موقع الاتحاد الدولي (مؤرشف)  (الإنجليزية)
- فاليري لوبانوفسكي على موقع قاعدة بيانات كرة القدم.إي يو (الإنجليزية)
- فاليري لوبانوفسكي على موقع ناشيونال فوتبول تيمز (الإنجليزية)
- فاليري لوبانوفسكي على موقع عالم كرة القدم.نت (الإنجليزية)
- فاليري لوبانوفسكي على موقع أوليمبيديا (الإنجليزية)